# Krajno Brdo
Krajno Brdo je naselje v Občini Lukovica.